# Пентацианоамминферрат(II) натрия
Пентацианоамминферрат(II) натрия — неорганическое соединение
с формулой Na3[Fe(CN)5NH3],
светло-жёлтые кристаллы,
растворяется в воде,
образует кристаллогидраты.

## Получение
- Восстановление нитропруссида натрия аммиаком:

{\displaystyle {\mathsf {Na_{2}[Fe(CN)_{5}NO]+2NH_{3}+NaOH\ {\xrightarrow {10^{o}C}}\ Na_{3}[Fe(CN)_{5}NH_{3}]+N_{2}+2H_{2}O}}}

## Физические свойства
Пентацианоамминферрат(II) натрия образует светло-жёлтые гигроскопичные кристаллы.
Растворяется в воде, не растворяется в этаноле.
Образует кристаллогидраты состава Na3[Fe(CN)5NH3]•n H2O, где n = 2,5, 3 и 6.